# Chałupki (Kotki)
Chałupki – część wsi Kotki w Polsce, położona w województwie świętokrzyskim, w powiecie buskim, w gminie Busko-Zdrój.
W latach 1975–1998 Chałupki administracyjnie należały do województwa kieleckiego.